# أبو بكر سانوغو

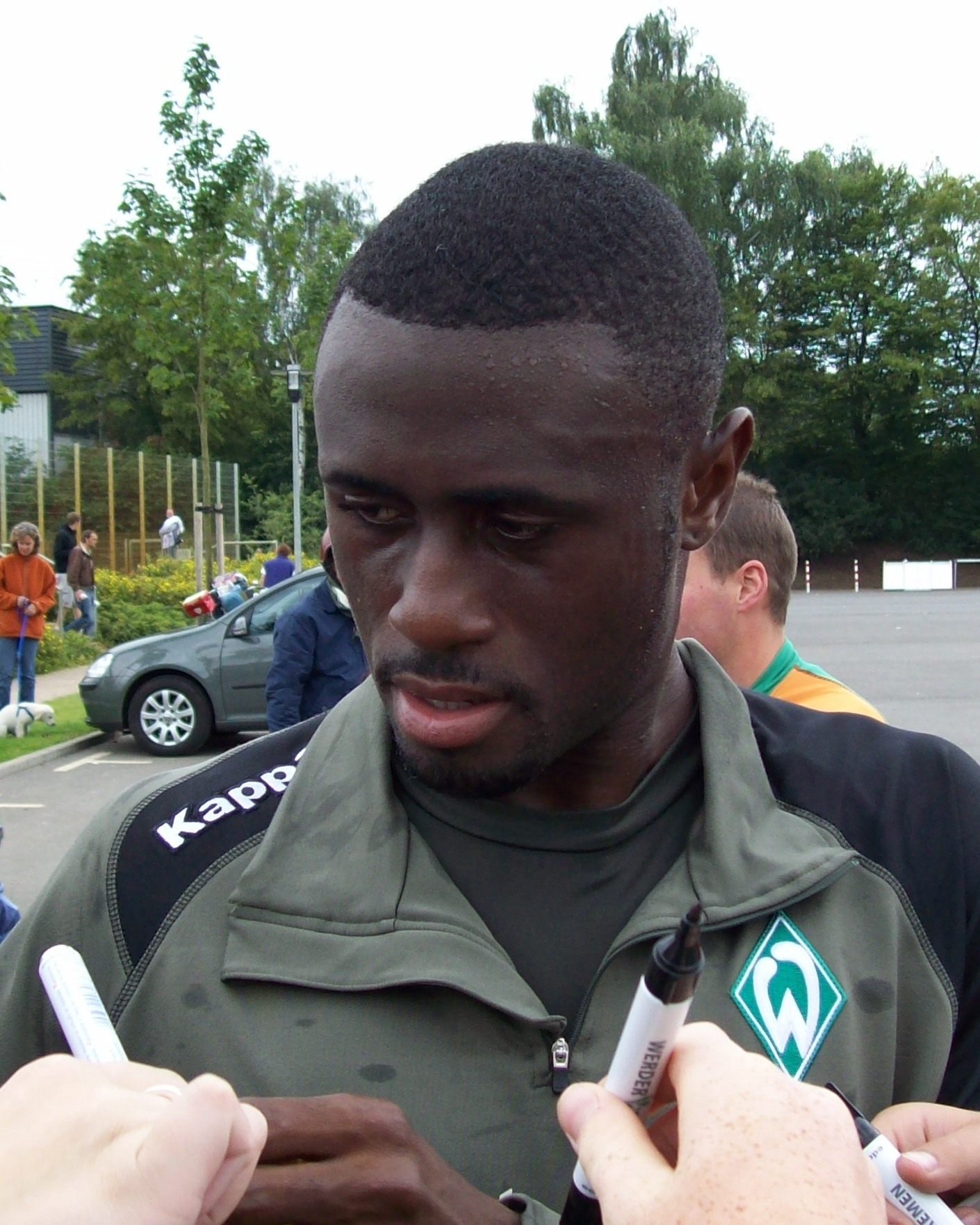
أبوبكر سانوغو

أبوبكر سانوغو Boubacar Sanogo، من مواليد 17 ديسمبر 1982 في ديمبوركو في ساحل العاج، لاعب كرة قدم عاجي.
بدأ مسيرته الكروية مع نادي سان بيدرو في عام 1997، ولعب معهم حتى عام 1999، وشارك معهم في 71 مباراة وسجل 25 هدف، وفي عام 1999 انتقل إلى نادي الترجي الرياضي التونسي، ولعب معهم حتى عام 2002، وشارك معهم في 39 مباراة وسجل 27 هدف، وفي عام 2002 انتقل إلى نادي العين الإماراتي، ولعب معهم حتى عام 2005، وشارك معهم في 54 مباراة وسجل 43 هدف، وفي موسم 2005/2006 انتقل إلى نادي كايزرسلاوترن الألماني، ولعب معهم 24 مباراة وسجل 10 أهداف، وفي موسم 2006/2007 انتقل إلى نادي هامبورغ الألماني، ولعب معهم 31 مباراة وسجل 4 أهداف، ومنذ عام 2007 وهو يلعب مع نادي فيردر بريمن الألماني.
و هو يلعب مع منتخب ساحل العاج لكرة القدم منذ عام 2006.

## روابط خارجية
- أبو بكر سانوغو على موقع قاعدة بيانات كرة القدم.إي يو (الإنجليزية)
- أبو بكر سانوغو على موقع بيانات كرة القدم. دي إي (الألمانية)
- أبو بكر سانوغو على موقع ناشيونال فوتبول تيمز (الإنجليزية)
- أبو بكر سانوغو على موقع Soccerway.com (الإنجليزية)
- أبو بكر سانوغو على موقع عالم كرة القدم.نت (الإنجليزية)
- أبو بكر سانوغو على موقع كووورة